# Trauerspanner
Der Trauerspanner (Baptria tibiale) ist ein Schmetterling (Nachtfalter) aus der Familie der Spanner (Geometridae).

## Merkmale
Die Falter erreichen eine Flügelspannweite von 22 bis 26 Millimetern und besitzen schwarze Vorder- und Hinterflügel. Von der Vorderrandsmitte der Vorderflügel zieht sich eine breite, weiße gegen den Innenwinkel gerichtete Binde, die aber letzteren nicht erreicht. Exemplare mit weißer Binde auch auf den Hinterflügeln wurden als forma tetraleucotaenia Zukowsky beschrieben. Das Ei ist hellgrün bis weiß, schwach oval und leicht abgeplattet.
Die Raupe ist vorn leicht schmal, insgesamt leicht flach, ohne deutliche Seitenfalten und mit gelblichen Segmenteinschnitten. Die Rückenlinie ist breit, braunrot oder violettbraun und teilweise in herzförmigen Flecken aufgelöst. Die Puppe ist gedrungen und von brauner Farbe.

## Verbreitung
Der Trauerspanner tritt sehr lokal und selten an feuchten Stellen in lichten Laubwäldern auf, gerne an Bachtälern, auch an kalkhaltigen Waldhängen bis auf 1.200 Meter Höhe im Alpenvorland, in Norddeutschland wurde er nicht dauerhaft nachgewiesen, früher vereinzelt in Thüringen, dort aber vom Aussterben bedroht, jedoch in Skandinavien, Finnland und Polen vorkommend.

## Lebensweise
Die Falter fliegen am Tage, vorwiegend bei Sonnenschein in den Vormittagsstunden an lichten Waldstellen oder an buschreichen Waldrändern. Der Falter ist außerordentlich scheu. Im Sitzen werden die Flügel ständig auf und ab bewegt. Bei Störungen lassen sich die Falter oft fallen und stellen sich tot. Bei Gefahr fliegen sie jedoch sofort in die Höhe. Die Weibchen legen die Eier am Nachmittag an den Blattspitzen der Futterpflanze ab. Die Raupe ernährt sich ausschließlich von Ährigem Christophskraut (Actaea spicata). Die Raupe ist ebenfalls sehr scheu und schnellt bei Gefahr sofort von der Futterpflanze weg. Die Verpuppung erfolgt an der Erde unter Blättern und Moos. Die Puppe überwintert, oft mehrmals.

### Flug- und Raupenzeiten
Der Trauerspanner fliegt in einer Generation im Juni/Juli. Die Raupen leben im Juli und August.

## Gefährdung und Schutz
Die Art gilt als stark gefährdet und ist in Kategorie 2 der Roten Liste gefährdeter Arten der BRD eingestuft, außerdem in Bayern als „extrem selten mit geographischer Restriktion.“

## Systematik

### Synonyme
- Odezia tibiale
- Phalaena tibiale Esper, 1791[8]

### Unterarten
Folgende Unterarten wurden beschrieben:
- Baptria tibiale borealis Lankiala, 1937[9]
- Baptria tibiale fennica Lankiala, 1937[10]
- Baptria tibiale tibiale (Esper, 1791)[11]